# Calambac

Bois d'oud de première qualité (brun).

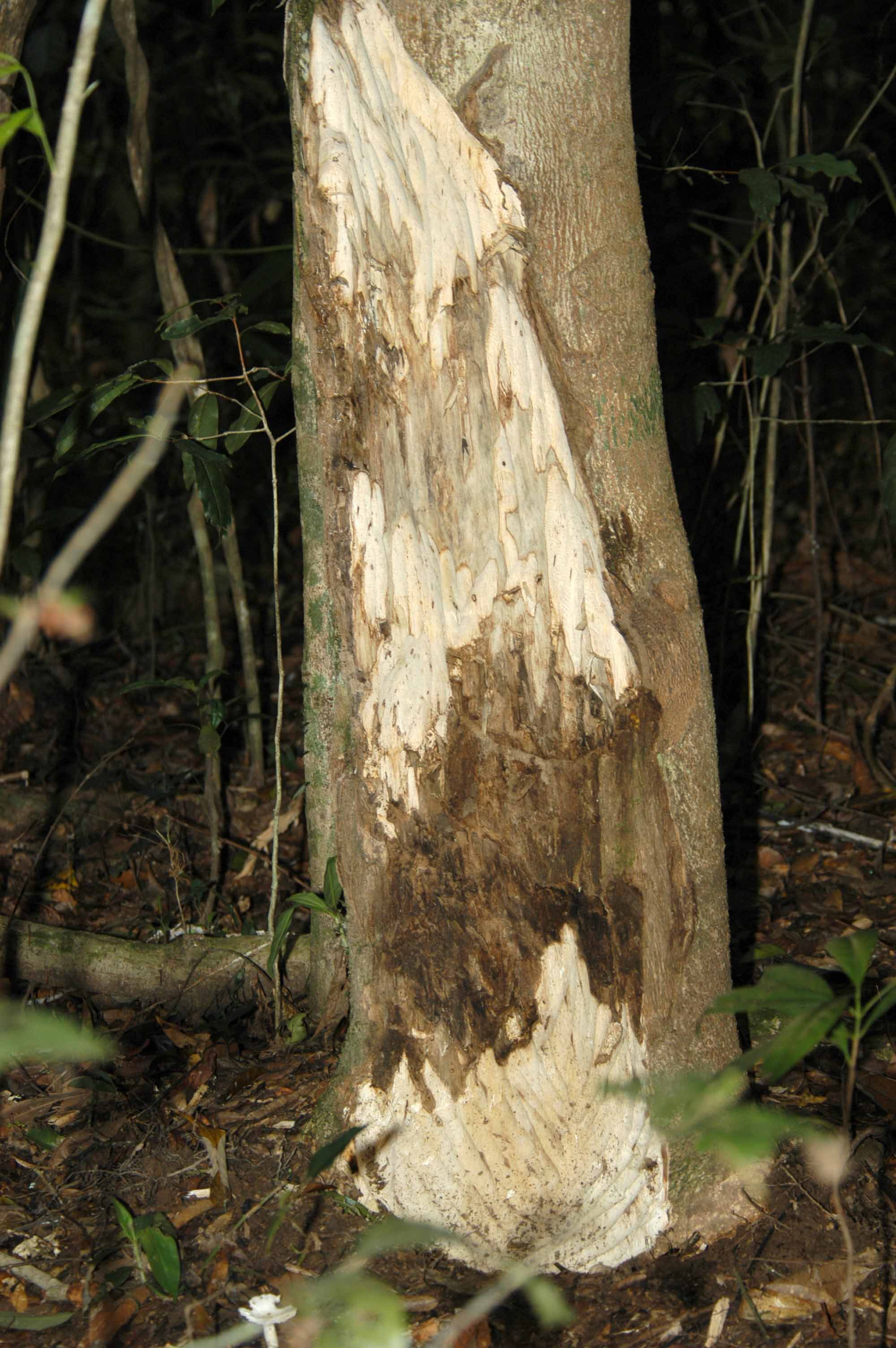
Tronc braconné d’Aquilaria crassna
(Khao Yai, Thaïlande).

Le calambac, ou « calambour », « gaharu », « bois d’oud » , « bois des dieux », « bois d'agar », « bois d'argile », « bois d'aloès » ou encore « bois de gélose » pour les scientifiques est une résine naturelle produite par le bois malade de certains arbres du sous-étage forestier de forêts tropicales d'Asie du Sud-Est.
Le bois d'aloès, très saturé en résine, ne flotte pas, d'où son nom en chinois 沈香 ch'en hsiang, « aromate qui plonge ». Il est décrit dans le Nanfang Caomu Zhuang de Chi Han, rédigé en 304.
Ces arbres appartiennent aux genres Aquilaria, Gyrinops et moindrement à d'autres genres de la famille des Thymelaeaceae, dont Aetoxylon (es), Gonystylus, Phaleria (es) et peut-être Enkleia (es) et Wikstroemia.
On attribue au bois de gélose diverses vertus, contre les maux de ventre, certaines maladies cardio-vasculaires, les neuropathies ou encore contre les nausées et l'asthme. Son huile est réputée éloigner les insectes. C'est un bois parfumé utilisé aussi dans la fabrication de l'encens, de parfums et de petites sculptures. Les musulmans parfument volontiers leurs bains avec cette essence lors du Ramadan.
Il existerait au moins une vingtaine d'espèces d'aquilarias produisant du calambac (Aquilaria malaccensis, Aquilaria sinensis...), mais le plus précieux et réputé est fourni par Aquilaria crassna lorsqu’il est infecté par certains champignons et/ou bactéries.
Cette résine très odorante et riche en molécules complexes, est produite par le bois vivant en réaction à certaines agressions physiques (blessures, feu) ou biologiques (attaques d’insectes xylophages, de bactéries et champignons).
Les espèces d'aquilarias sont facilement confondues avec toutes les espèces de Gyrinops. Ces arbres étant devenus rares, le commerce du calambac menace toutes ces essences.
Les aquilarias ont été très surexploités depuis les années 1970 et sont dans les années 2000 considérés comme menacés de disparition sur l'essentiel de leur aire de répartition[réf. nécessaire]. Pourtant, seul Aquilaria malaccensis Lamk., est inscrit à l’annexe II de la CITES.
Des recherches sur l’ADN conduites par l’herbier national des Pays-Bas devraient bientôt faciliter l’identification des arbres et de leurs produits végétaux, ce qui est nécessaire pour contrôler la légalité du commerce de ces bois, mais la reconnaissance ADN restera un certain temps coûteuse ou peu accessible pour les pays et régions où ces arbres poussent.

## Valeur économique
Le calambac est vendu sous forme de poudre ou de copeaux ou d'huile essentielle. Il est très recherché par la médecine traditionnelle asiatique et de plus en plus depuis une quarantaine d'années par l’industrie des cosmétiques et de papiers et d'encens parfumés.
Le commerce du calambac est pluriséculaire en Inde et Asie du Sud-Est, mais il s’est accru récemment au point d'avoir fait disparaître les espèces d'arbres qui le produisent d'une grande partie de leur aire normale de répartition, et jusque dans les zones théoriquement protégées (parcs et réserves naturelles). Ce produit fait l’objet d'un commerce illégal important qui rendent le commerce du bois de gélose vulnérable du point de vue du développement durable.
La Convention sur le commerce international des espèces de faune et de flore sauvages menacées d'extinction (CITES) s'inquiète aussi du fait qu’alors qu’autrefois on n'abattait que des arbres produisant du bois d’agar, c’est-à-dire infectés par des champignons et bactéries, aujourd'hui on coupe aussi des arbres sains pour vendre le bois en poudre ou copeaux de mauvaises qualité.
Il fait l'objet d'une exploitation multiséculaire, dans l'ancienne Cochinchine et au Cambodge. Les statistiques commerciales sont très incomplètes, notamment en raison de l'illégalité d'une partie du commerce. Mais un calambac de qualité se vendait de 6 000 à 6 500 dollars le kilogramme et son essence parfumée de 7 000 à 7 500 dollars le litre vers 2003. Les acheteurs sont surtout le Japon, Taïwan, Corée du Sud, France et le Moyen-Orient (Arabie saoudite et Émirats arabes unis). Certaines sources estiment les besoins mondiaux à 1 000 tonnes par an (en 2007). Le Viêt Nam en fournit officiellement 80 tonnes par an au maximum, mais l’arbre sauvage y est en rapide et important déclin depuis les années 1990 (Quan-Le-Tran ; Qui-Kim-Tran ; Kouda-K ; Nhan-Trung-Nguyen ; Maruyama-Y ; Saiki-I ; Kadota-S. 2003. A survey on agarwood in Vietnam. Journal-of-Traditional-Medicines. 2003, 20: 3, 124-131).

## Régulation du commerce?
L'UICN et la CITES, à la demande de l’Indonésie réfléchissent à une protection des essences produisant le calambac, ce qui en limiterait le commerce par son inscription sur la liste II de la CITES, alors que huit espèces d'aquilarias sont déjà sur la liste rouge des espèces menacées de l'UICN (+ 1 espèces dans la catégorie « données insuffisantes »). Le comité pour les plantes de la CITES a recommandé une évaluation de toutes les espèces produisant du bois de gélose.
Le programme Asia Pacific Forest Genetic Resources Programme (Apforgen) a également considéré cette espèce comme prioritaire, pour le Cambodge notamment.

## Plantations
Des plantations de diverses espèces et sous-espèces d’aquilarias (et de Gyrinops versteegii) sont testées notamment en Indonésie, au Viet Nam, et au Cambodge, avec des densités atteignant 1 000 pieds par ha, exploités dès 4 à 7 ans. La graine pousse facilement, mais selon la CITES), l’inoculation artificielle de champignons par différents types de blessures provoquées, visant à susciter le bois d’agar, n’a donné que de médiocres résultats. Cat Tiên, Trân Van Quyê, forestier devenu planteur d’aquilaria au Vietnam, signale que la larve d'un insecte phytophage (Bù xè en vietnamien) en se développant dans le tronc de l’ Aquilaria crassna est source d’un calambac d'une plus grande qualité.